# 红菌科
红菌科（学名：Rhodobiaceae）為生丝微菌目的一科细菌。此科的模式属为(Rhodobium)。

## 属
- Rhodobium Hiraishi et al. 1995